# Franz von Schober
Franz Adolf Friedrich Schober, fra 1801 von Schober (født 17. maj 1796 på Torup slot i Skåne, død 13. september 1882 i Dresden) var en østrigsk digter, librettist og litograf. Derudover arbejdede han 1823-25 som skuespiller i Breslau under pseudonymet "Torupson" og senere som embedsmand i Weimar.